# Schronisko na Paluchu im. Jana Lityńskiego

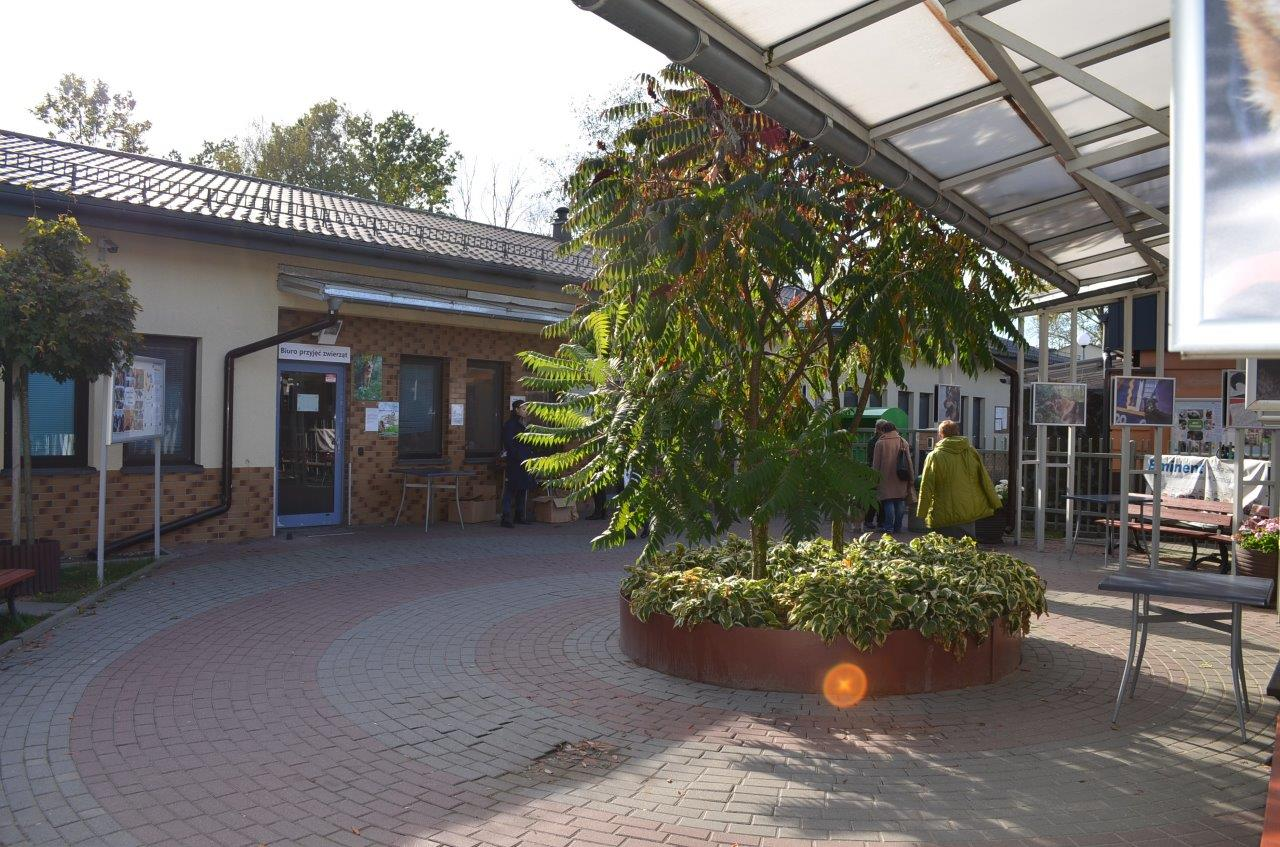
Biuro adopcji – dziedziniec

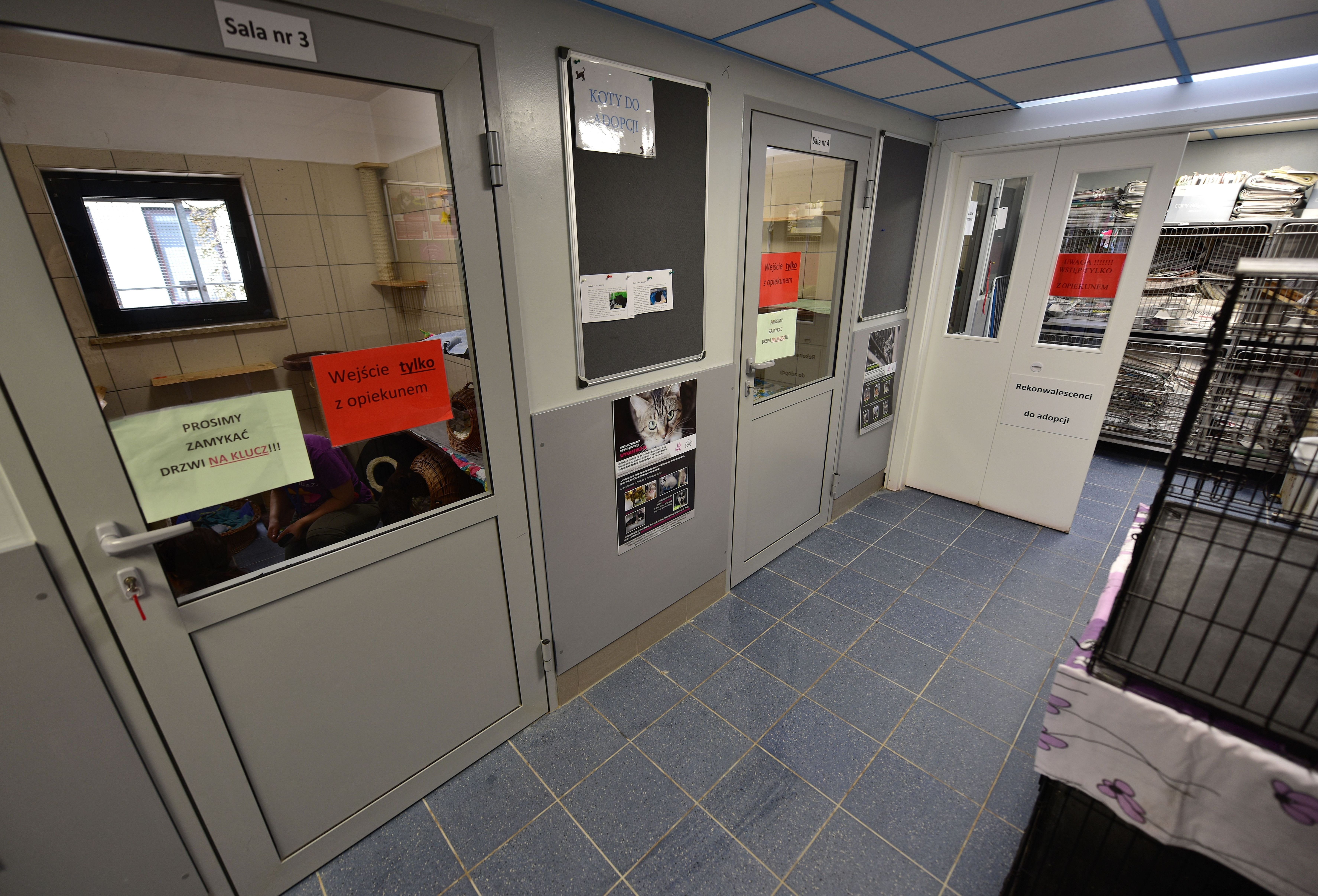
Kociarnia

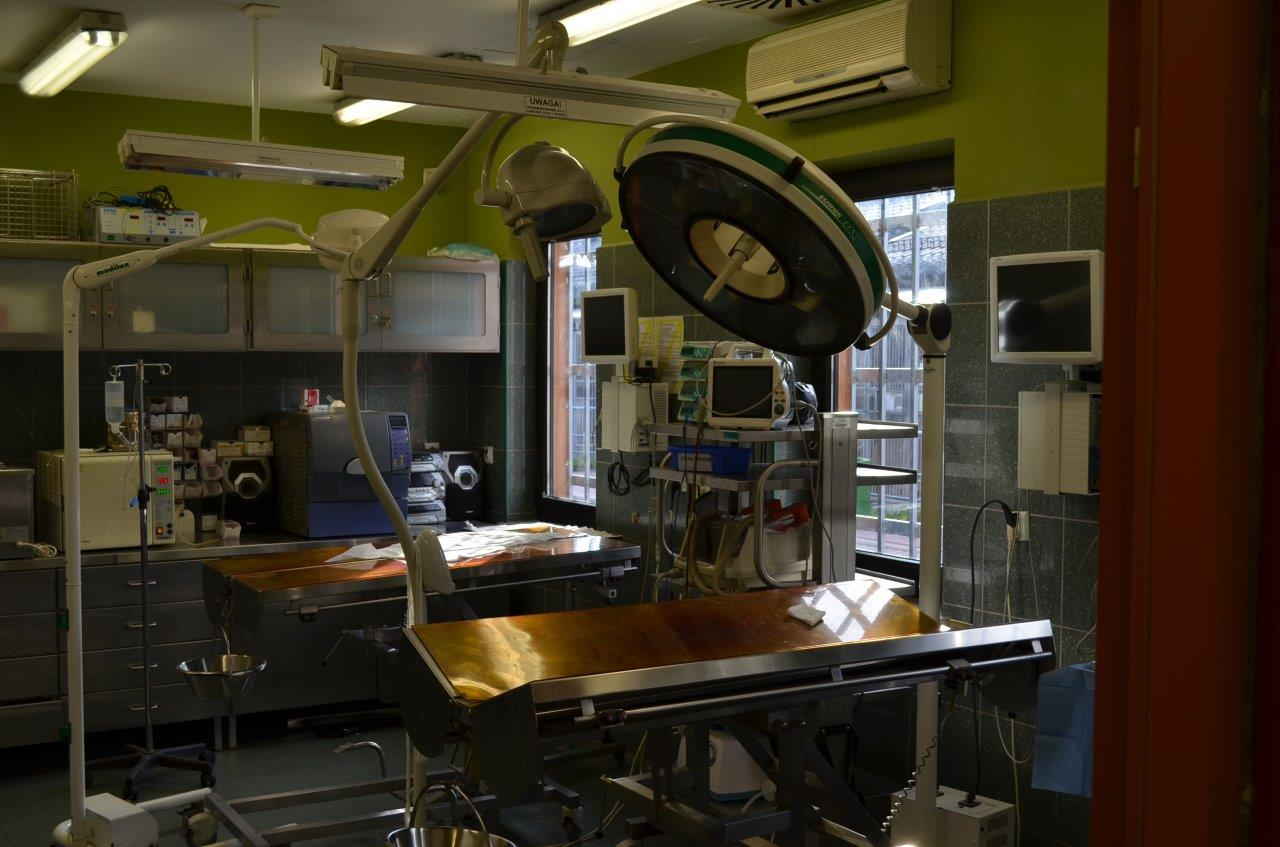
Sala operacyjna w szpitalu dla zwierząt

Schronisko na Paluchu im. Jana Lityńskiego, zwyczajowo schronisko „Na Paluchu” – schronisko dla zwierząt znajdujące się przy ul. Paluch 2, w dzielnicy Włochy w Warszawie. 
Schronisko, będące jednostką budżetową m.st. Warszawy, jest największą tego typu instytucją w mieście. Zajmuje powierzchnię 3 ha, z czego 1 ha należy do miasta, a pozostałe 2 ha są dzierżawione od Przedsiębiorstwa Państwowego „Porty Lotnicze”.

## Misja
Misja schroniska wyraża się w haśle: Chronimy bezdomne zwierzęta, Stwarzamy im druga szansę. Wiemy, że czują.
Schronisko jest jednym z wykonawców Warszawskiego Programu Przeciwdziałania Bezdomności Zwierząt, przygotowywanego corocznie przez Biuro Ochrony Środowiska Urzędu m.st. Warszawy.

## Działalność
W schronisku całodobowo działa Biuro Przyjęć i Adopcji Zwierząt, w którym przyjmowane są zwierzęta dostarczane przez Straż Miejską i osoby prywatne. Każde zwierzę, które trafia do schroniska, jest ewidencjonowane, przechodzi badanie lekarskie oraz zostaje zaczipowane. Następnie przechodzi przez 15-dniowy okres kwarantanny.
W latach 2010–2011 odnotowano największa liczbę zwierząt przebywających w schronisku – blisko 2400 psów i kotów. Dzięki rosnącej liczbie adopcji liczba zwierząt przebywających „Na Paluchu” maleje. 
Procedura adopcyjna polega na wypełnieniu ankiety przedadopcyjnej i rozmowie z pracownikiem biura adopcji, a także (w wypadku psów dorosłych) na odbyciu minimum dwóch spacerów zapoznawczych i uzyskaniu pozytywnej opinii stałego opiekuna lub wolontariusza zwierzęcia. Następnie odbywa się odprawa weterynaryjna (badanie lekarskie, omówienie stanu zdrowia, informacje o szczepieniach, wystawienie książeczki zdrowia zwierzęcia, wprowadzenia danych właściciela do ogólnokrajowej bazy zwierząt zaczipowanych) oraz zawarcie umowy adopcyjnej o charakterze cywilnoprawnym.
Schronisko prowadzi akcje promocyjne i edukacyjne, które mają na celu kształtowanie właściwych postaw wobec zwierząt towarzyszących. Od 2015 roku schronisko organizuje akcję „Adoptuj Warszawiaka” – psy w asyście wolontariuszy pojawiają się w charakterystycznych miejscach Warszawy, organizowane są profesjonalne sesje fotograficzne.
W 2016 roku miała miejsce pierwsza edycja Warszawskiego Dnia Zwierząt. Na Polu Mokotowskim zgromadziło się ok. 8 tys. osób. Odbyły się wówczas warsztaty dot. behawiorystyki zwierząt, profilaktyki zdrowotnej, szkolenia.
Kolejne edycje Warszawskiego Dnia Zwierząt odbywają się co roku w maju. W 2016 roku schronisko wydało edukacyjną grę planszową „Piesku, szukaj domu”, ukazującą problem bezdomności zwierząt, sposób funkcjonowania schroniska i samą procedurę adopcji zwierzęcia. W 2017 roku schronisko opracowało psi „Poradnik po adopcji”. W 2018 roku powstała jego kocia edycja. Poradnik w formie książeczki otrzymują wszystkie osoby adoptujące zwierzęta ze schroniska.
W schronisku pracuje 63 etatowych pracowników. Są oni podzieleni na 3 sekcje: biuro przyjęć i adopcji zwierząt, opieka bytowa i ambulatorium. W schronisku działa także 290 wolontariuszy podzielonych na 20 grup. Na czele każdej z nich stoi lider, koordynujący pracę wolontariuszy. Każde zwierzę posiada swojego wolontariusza. Nabór do wolontariatu jest prowadzony w sposób ciągły.
W 2022 roku nazwę schroniska zmieniono ze Schroniska dla Bezdomnych Zwierząt na Schronisko na Paluchu im. Jana Lityńskiego, a przy wejściu odsłonięto tablicę upamiętniającą patrona, który zginął ratując swojego psa.